# I Do Like to Be Beside the Seaside
I Do Like to Be Beside The Seaside ("Mi piace stare davanti alla spiaggia") è una canzone britannica popolare del music-hall. È stata scritta nel 1907 da John A. Glover-Kind .
Parla dell'amore del cantante per la spiaggia e del desiderio di ritornare là ogni anno per le vacanze estive. Composta in un'epoca in cui le visite annuali della classe operaia britannica alle spiagge stavano conoscendo il loro boom, spesso si esegue solo la sezione affidata al coro.

## Coro
Oh! I do like to be beside the seaside

I do like to be beside the sea!

I do like to stroll upon the Prom, Prom, Prom!

Where the brass bands play: "Tiddely-om-pom-pom!"

So just let me be beside the seaside

I'll be beside myself with glee

For there's lots of girls besides,

I should like to be beside

Beside the seaside!

Beside the sea!

## Curiosità
- La band britannica Queen cita questa canzone in due brani: con un coro di voci al termine di Seven Seas of Rhye (ultimo brano del loro secondo album Queen II) e, in una sorta di "reprise", fischiettata all'inizio di Brighton Rock (primo brano del loro terzo album Sheer Heart Attack).